# فریناز کوشانفر
فریناز کوشانفر (زادهٔ ۱۳۵۵ در تهران) پژوهش‌گر ایرانی–آمریکایی و استاد تمام دانشگاه کالیفرنیا در سن دیگو، است.زمینهٔ پژوهشی و مطالعاتی او مهندسی کامپیوتر و الکترونیک می‌باشد.

## زندگی‌نامه
کوشانفر از پدری پزشک اهل شمال ایران و مادری تهرانی در تهران زاده و بزرگ شد. وی دورهٔ راهنمایی و دبیرستان را در مدرسه فرزانگان تهران گذرانده‌است. از کودکی، کوشانفر تحت تأثیر پدربزرگ مادری خود که پزشک و از درجه‌داران ارتش شاهنشاهی ایران بود، قرار داشت. پدربزرگ کوشانفر او را ترغیب به پیگیری «علوم جدید» کرد و با تصویری که از ماری کوری، دانشمند زن فرانسوی، در ذهن داشت، فریناز را به پیگیری فیزیک هسته‌ای تشویق می‌کرد.
او در سال ۱۳۷۷ از دانشکده مهندسی برق دانشگاه صنعتی شریف در رشته مهندسی برق موفق به دریافت درجه کارشناسی شد و پس از آن برای ادامه تحصیل راهی ایالات متحده آمریکا شد. وی دانش‌آموخته مقطع کارشناسی ارشد دانشگاه کالیفرنیا، لس آنجلس در رشته برق و کامپیوتر است. پس از آن کوشانفر در در بهمن‌ماه سال ۱۳۷۹ راهی دانشگاه برکلی شد و دکترای خود را در برق و کامپیوتر از این دانشگاه دریافت کرد و در همان حال در رشته آمار و احتمال نیز در مقطع کارشناسی ارشد، ادامه تحصیل داد.
وی هم‌اکنون مقیم سن دیگو در کالیفرنیا است، و پس از کسب رتبه استادی در دانشگاه رایس اکنون در دانشگاه کالیفرنیا، سن دیگو مشغول به تدریس است.

## افتخارها
فریناز کوشانفر در سال ۱۳۸۷، جایزه مخترع جوان سال (TR35) را دریافت کرد. این جایزه هر ساله از سوی مجله «تکنولوژی ریویو» دانشگاه ام‌آی‌تی به یکی از ۳۵ مخترع برتر جوان دنیا داده می‌شود. او به خاطر طراحی نوعی از میکروتراشه‌ها که کاربردهای بسیار گسترده‌ای در صنایعی همچون طراحی و تولید پخش‌کننده‌های چندرسانه‌ای دارد، موفق به دریافت این جایزه شد.